# هیلگرت
هیلگرت (به آلمانی: Hilgert) یک شهر در آلمان است که در وستروالدکرایس واقع شده‌است.